# گربه‌ماهیان نهنگی
گربه‌ماهیان نهنگی (نام علمی: Cetopsidae) نام یک تیره از راسته گربه‌ماهی‌سانان است.